# تای (چت‌بات)
تای (به انگلیسی: Tay) یک بات مکالمه هوش مصنوعی بود که در ابتدا توسط شرکت مایکروسافت از طریق توییتر در ۲۳ مارس ۲۰۱۶ منتشر شد. هنگامی که ربات شروع به ارسال توییت‌های تحریک‌آمیز و توهین‌آمیز از طریق حساب توییتر خود کرد، جنجال‌های بعدی را ایجاد کرد که باعث شد مایکروسافت تنها ۱۶ ساعت پس از عرضه این سرویس را خاموش کند. به گفتهٔ مایکروسافت، این امر توسط ترول‌هایی ایجاد شد که به این سرویس «حمله» کردند زیرا ربات بر اساس تعامل خود با افراد در توییتر پاسخ می‌داد. این ربات بعدها با زو جایگزین شد.

## پیش‌زمینه
این ربات توسط بخش فناوری و تحقیقات مایکروسافت و بخش بینگ ایجاد شد و نام «تای» به عنوان مخفف «فکر کردن دربارهٔ شما» (thinking about you) برای این ربات انتخاب شد. اگرچه مایکروسافت در ابتدا جزئیات کمی دربارهٔ این ربات منتشر کرد، اما منابع ذکر کردند که شبیه یا مبتنی بر شیائویس، یک پروژهٔ مشابه در چین است. ارز تکنیکا گزارش داد که تا اواخر سال ۲۰۱۴، شیائویس «بیش از ۴۰ میلیون مکالمه که حادثهٔ بزرگی را در برنداشته» داشته است. تای برای تقلید از الگوهای زبانی یک دختر ۱۹ سالهٔ آمریکایی و یادگیری از تعامل با کاربران انسانی توییتر طراحی شده است.

## اولین عرضه
تای در ۲۳ مارس ۲۰۱۶ با نام کاربری TayTweets و آی‌دی TayandYou@ وارد توییتر شد. این ربات به‌عنوان «هوش مصنوعی با سرمای صفر» ارائه شد. تای شروع به پاسخ دادن به سایر کاربران توییتر کرد و همچنین توانست عکس‌های ارائه شده به آن را به شکلی از میم‌های اینترنتی شرح دهد. ارز تکنیکا گزارش داد که تای دارای «فهرست سیاه» است: در تعامل با تای «در مورد بعضی از موضوعات داغ مانند اریک گارنر (که توسط پلیس نیویورک در سال ۲۰۱۴ کشته شد) پاسخ‌های امن و مطمئنی دریافت می‌شود».
برخی از کاربران در توییتر شروع به توییت کردن عبارات نادرست سیاسی کردند و به آن پیام‌های تحریک‌آمیزی را آموزش دادند که دور موضوعات رایج در اینترنت مانند «قرص قرمز و قرص آبی» و «جنجال گیمرگیت» می‌چرخید. در نتیجه، ربات شروع به انتشار پیام‌های نژادپرستانه و لاس‌زنی در پاسخ به سایر کاربران توییتر کرد. رومن یامپولسکی، محقق هوش مصنوعی، اظهار داشت که رفتار نادرست تای قابل درک است زیرا او رفتار توهین آمیز عامدانهٔ سایر کاربران توییتر را تقلید می‌کند و مایکروسافت به ربات درک درستی از رفتار نامناسب نداده است. او این موضوع را با واتسون آی‌بی‌ام مقایسه کرد که پس از خواندن مدخل‌های وبگاه واژه‌نامه اربن، شروع به استفاده از فحش کرده بود. بسیاری از توییت‌های تحریک‌آمیز تای، بهره‌برداری ساده از قابلیت «تکرار بعد از من» تای بود. به‌طور عمومی مشخص نیست که آیا قابلیت «تکرار بعد از من» یک ویژگی داخلی بود یا اینکه یک پاسخ آموخته‌شده بود یا در غیر این صورت نمونه‌ای از رفتار پیچیده بود. تمام پاسخ‌های التهابی تای شامل قابلیت «تکرار بعد از من» نبودند. به عنوان مثال، تای به سؤال «آیا هولوکاست اتفاق افتاد؟» پاسخ «ساخته شد» را داد.

## تعلیق
به زودی، مایکروسافت شروع به حذف توییت‌های تحریک‌آمیز تای کرد. ابی اولهایزر از واشینگتن پست این نظریه را مطرح کرد که تیم تحقیقاتی تای، از جمله کارکنان تحریریه، در آن روز شروع به اثرگذاری یا ویرایش توییت‌های تای کرده‌اند و به نمونه‌هایی از پاسخ‌های تقریباً یکسان توسط تای اشاره می‌کنند و می‌نویسند که «گیمرگیت سوکس. تمام جنسیت‌ها برابرند و باید با آنها عادلانه رفتار شود». بر اساس همان شواهد، گیزمودو موافق بود که تای «به نظر می‌رسد سخت در رد گیمرگیت است». کمپین "#JusticeForTay" به ادعای ویرایش توییت‌های تای اعتراض کرد.
در عرض ۱۶ ساعت پس از انتشار و پس از اینکه تای بیش از ۹۶ هزار توییت ارسال کرد، مایکروسافت حساب توییتر آن را برای تعدیل به حالت تعلیق درآورد و گفت که از «حملهٔ هماهنگ‌شده توسط مجموعه‌ای از افراد» رنج می‌برد که «از یک آسیب‌پذیری در تای سوء استفاده کردند».
مادومیتا مورگیا از دیلی تلگراف، تای را «یک فاجعهٔ روابط عمومی» خواند و افزود که استراتژی مایکروسافت این است که «برچسب زدن به این خرابکاری را آزمایشی خوب و اشتباه انجام داده و بحثی را در مورد نفرت کاربران توییتر ایجاد کند.» با این حال، مورگیا مشکل بزرگ‌تر تای را این دانست که «هوش مصنوعی در بدترین حالت خود است - و این تنها آغاز راه است».
در ۲۵ مارس، مایکروسافت تأیید کرد که تای آفلاین شده است. مایکروسافت در وبلاگ رسمی خود به دلیل توئیت‌های جنجالی ارسال شده توسط تای عذرخواهی کرد. مایکروسافت «عمیقاً به خاطر توئیت‌های توهین‌آمیز و آسیب‌رسان ناخواستهٔ تای متأسف بود» و «تنها در زمانی به دنبال بازگرداندن تای هستیم که مطمئن باشیم بهتر می‌توانیم نیت مخربی را پیش‌بینی کنیم که با اصول و ارزش‌های ما در تضاد است».

## دومین عرضه و خاموش شدن
در ۳۰ مارس ۲۰۱۶، مایکروسافت به‌طور تصادفی این ربات را هنگام آزمایش آن در توییتر دوباره منتشر کرد. تای که توانست دوباره توییت کند، تعدادی توییت مرتبط با مواد مخدر منتشر کرد. با این حال، این حساب کاربری به زودی در یک حلقه مکرر توئیت «شما خیلی سریع هستید، لطفاً استراحت کنید» چندین بار در ثانیه گیر کرد. از آنجایی که این توییت‌ها نام کاربری خود را در این فرایند ذکر کردند، در فیدهای بیش از ۲۰۰ هزار دنبال کنندهٔ توییتر ظاهر شدند و باعث آزار برخی‌ها شدند. ربات به سرعت دوباره آفلاین شد و حساب توییتر آن نیز خصوصی شد؛ به این معنا که دنبال کنندگان جدید قبل از تعامل با تای باید پذیرفته شوند. در پاسخ، مایکروسافت گفت تای به‌طور ناخواسته در طول آزمایش آنلاین شده است.
چند ساعت پس از این حادثه، توسعه‌دهندگان نرم‌افزار مایکروسافت چشم‌انداز «مکالمه به‌عنوان یک پلت‌فرم» را با استفاده از ربات‌ها و برنامه‌های مختلف اعلام کردند که احتمالاً به دلیل آسیب رساندن به شهرت توسط تای بود. مایکروسافت اعلام کرده است که قصد دارد تای را «به محض اینکه بتواند ربات را ایمن کند» را مجدداً منتشر کند اما تاکنون هیچ تلاش عمومی برای این کار انجام نداده است.

## میراث
در دسامبر ۲۰۱۶، مایکروسافت جانشین تای را منتشر کرد، یک بات مکالمه به نام زو. ساتیا نادلا، مدیرعامل مایکروسافت، گفت که تای «تأثیر زیادی بر نحوهٔ رویکرد مایکروسافت به هوش مصنوعی داشته است» و اهمیت مسئولیت پذیری را به شرکت آموزش داده است.
در ژوئیه ۲۰۱۹، دایانا کلی، مدیر ارشد فناوری مایکروسافت در زمینه امنیت سایبری دربارهٔ نحوهٔ پیگیری فرایند شکست خوردن تای توسط شرکت گفت: «یادگیری از تای بخش واقعاً مهمی در گسترش پایگاه دانش آن تیم بود، زیرا اکنون آنها نیز تنوع خود را از طریق یادگیری به دست می‌آورند».